# Cus D'Amato
Constantine (eller Constantino) "Cus" D'Amato, född 17 januari 1908 i Bronx, New York, död 4 november 1985 i Catskill, New York, var en amerikansk boxningstränare och manager. Han tränade och var manager för bland andra Floyd Patterson och Mike Tyson.